# (4267) Basner
(4267) Basner ist ein Hauptgürtelasteroid, der am 18. August 1971 von Tamara Michailowna Smirnowa am Krim-Observatorium entdeckt wurde.
Der Asteroid wurde nach dem russischen Komponisten Veniamin Efimovich Basner (1925–1996) benannt.